# فرانسیس ویلفورد
فرانسیس ویلفورد (انگلیسی: Francis Wilford; ۱ ژانویهٔ ۱۷۶۱ – ۱ ژانویهٔ ۱۸۲۲) نویسنده، هندشناس، شرق‌شناس، عضو انجمن آسیایی بنگال، و همکار دائمی مجله آن - تحقیقات آسیایی - با تعدادی مقاله خیالی، هیجان‌انگیز، بحث‌برانگیز و بسیار غیرقابل اعتماد در مورد جغرافیا و اسطوره هندو باستان است.
او بین سال‌های ۱۷۹۹ و ۱۸۱۰، مجموعه‌ای متشکل از ده مقاله دربارهٔ جغرافیا و اساطیر هندو را برای پژوهش‌های آسیایی ارائه کرد و مدعی شد که تمام اسطوره‌های) اروپایی منشأ هندو دارند و هند مسیحی به نام شالیواهانا را تولید کرده است که زندگی و آثارش بسیار شبیه مسیح کتاب مقدس است.